# Teicoplanina
Teicoplanina é um fármaco utilizado pela medicina como antibiótico. É um antimicrobianodo grupo dos glicopetídeos utilizado nas infecções por bactérias gram positivas resistentes a cefalosporinas ou penicilinas. Tem como principal indicação o tratamento por infecções repetidas de Staphylococcus aureus.

## Contra-indicação
- Gravidez
- Lactação
- Hipersensibilidade ao fármaco ou componentes da formulação.